# Võ Minh Trọng
Võ Minh Trọng (sinh ngày 24 tháng 10 năm 2001) là một cầu thủ bóng đá người Việt Nam thi đấu ở vị trí hậu vệ trái cho câu lạc bộ Becamex Bình Dương.

## Sự nghiệp câu lạc bộ
Võ Minh Trọng bắt đầu tập bóng đá tại đội trẻ của Đồng Tháp ở tuổi 16. Năm 2020, Minh Trọng cùng 9 cầu thủ khác của U-19 Đồng Tháp đã bị FIFA cấm thi đấu toàn cầu 6 tháng, từ 11 tháng 5 đến 10 tháng 11 năm 2020 do hành vi cá độ trong thời gian diễn ra vòng loại giải U-19 Quốc gia 2020.
Năm 2022, Minh Trọng được cho đội hạng nhất Phú Thọ mượn. Tại đây, anh đã chơi 18 trên 22 trận trong mùa giải 2022.

## Sự nghiệp quốc tế
Võ Minh Trọng có tên trong danh sách đội tuyển U-23 Việt Nam tham dự vòng chung kết giải U-23 Đông Nam Á 2022. Tuy nhiên, trong suốt giải đấu, anh không ra sân trận đấu nào khi được xét nghiệm dương tính với COVID-19. Đội tuyển U-23 Việt Nam sau đó đã lên ngôi vô địch khi đánh bại U-23 Thái Lan trong trận chung kết.
Tháng 4 năm 2023, Minh Trọng được huấn luyện viên Philippe Troussier điền tên vào danh sách 20 cầu thủ của U-22 Việt Nam tham dự Đại hội Thể thao Đông Nam Á 2023 tại Campuchia.
Tại giải Asian Cup 2023, Võ Minh Trọng có tên trong danh sách tham dự giải   đấu. Tại giải này anh thi đấu rất tệ, ở lượt trận cuối gặp Iraq, anh có pha phá bóng sai lầm dẫn đến quả penalty cho đội Iraq, kết quả đội tuyển Việt Nam lần đầu tiên không vượt qua vòng bảng.
Ở vòng loại thứ 2 World Cup 2026 lượt đi gặp Indonesia, anh lại tiếp tục mắc sai lầm dẫn đến bàn thắng mở tỷ số 1-0 cho đội Indonesia. Sau trận đấu, anh bị chỉ trích nặng nề. Ở trận lượt về tại Mỹ Đình, anh vào sân từ giữa hiệp 2 nhưng không thể hiện được nhiều. Sau trận đấu, huấn luyện viên Troussier chính thức bị sa thải và anh cũng không còn là sự lựa chọn của tân huấn luyện viên Kim Sang-sik ở 2 lượt trận cuối cùng.

## Danh hiệu
Trẻ Đồng Tháp
- Giải vô địch U-19 Quốc gia: 2018

U-23 Việt Nam
- U-23 Đông Nam Á: 2022
- Đại hội Thể thao Đông Nam Á: Huy chương đồng 2023